# Pohár FAČR
De Pohár FAČR (Nederlands: FAČR-beker) is het nationale voetbalbekertoernooi in Tsjechië dat wordt georganiseerd door de Tsjechische voetbalbond (FAČR). Sinds 2015 heet de beker officieel MOL Cup.
Het toernooi werd voor het eerst in 1940 gehouden en in het seizoen 1969/70 kreeg het een herstart.

## Namen
N.B. gemarkeerd met * zijn sponsornamen
Jaartallen betreffen jaar van finale
1994–1995: Škoda Cup *
1995–1996: Barum Cup *
1996–1997: Pohár ČMFS
1997–1998: Raab Karcher Cup *
1999–2000: Pohár ČMFS
2001–2002: SPORT 1 Cup *
2003–2004: Pohár ČMFS
2004–2005: Volkswagen Cup *
2005–2009: Pohár ČMFS
2010–2011: Ondrášovka Cup *
2012–2014: Pohár České pošty * (tijdens seizoen 2011/12 werd de sponsoring van Ondrášovka overgenomen)
2015–2015: Pohár FAČR (in herfst seizoen 2014/15 werd de sponsoring door České pošty beëindigd)
2016–2021: MOL Cup *

## Geschiedenis

### Voorlopers
Als een voorloper van de Tsjechische beker geldt de Boheemse (toen nog onderdeel van Oostenrijk-Hongarije) Charity Cup waarom van 1906 tot 1916 elf keer gestreden werd. Aan deze Charity Cup mochten enkel clubs uit Praag en omgeving deelnemen. De eerste drie jaar werd er in competitieverband gespeeld.
In 1918 was de Středočeský Pohár (Midden-Bohemen beker) de opvolger van de Charity Cup. Ook hier mochten alleen clubs uit Praag en omgeving aan deelnemen. Deze toernooien werden tot 1944 gehouden.

### Beker van Tsjechië
Intussen was in 1940 ook de Český Pohár (Beker van Tsjechië) van start gegaan. In 1946 zou voorlopig het laatste toernooi plaatsvinden.
In voormalig Tsjecho-Slowakije werd vanaf het seizoen 1960/61 gestreden om de Tsjecho-Slowaakse beker (Československý Pohár). In het seizoen 1969/70 kwam daar, de hernieuwde start van, de Tsjechische bekercompetitie (Český Pohár) weer bij, en vanaf dat moment bestond de Tsjecho-Slowaakse beker uit een finale tussen de winnaars van de Tsjechische- en de Slowaakse beker.
In 1993 werd Tsjechië zelfstandig en sindsdien is niet meer gespeeld om de Tsjecho-Slowaakse beker. Vanaf de onafhankelijkheid werd het dus het nationale toernooi, en de naam werd Pohár ČMFS (ČMFS-beker, naar de toenmalige naam van de Tsjechische voetbalbond) waarvan de winnaar mag deelnemen in de UEFA Europa League.
Sinds 2017 hebben de Tsjechische en Slowaakse voetbalbond besloten de winnaars van de Tsjechische en Slowaakse beker zich naast de Europa League zich ook kwalificeren voor de Supercup van Slowakije en Tsjechië.

## Winnaars

### Charity Cup
*  1906, 1907 competitie winnaar 

## Finales

### Český Pohár
| Jaar                    | Winnaar             | Uitslag              | Finalist                         |
| ----------------------- | ------------------- | -------------------- | -------------------------------- |
| 1940                    | SK Olmütz ASO       | 3-1, 2-1             | SK Prostějov                     |
| 1941                    | Slavia Praag        | 2-3, 6-3             | Sparta Praag                     |
| 1942                    | Slavia Praag        | 5-2, 5-5             | AFK Bohemia                      |
| 1943                    | Sparta Praag        | 3-1, 7-1             | SK Viktoria Pilsen               |
| 1944                    | Sparta Praag        | 4-2, 4-3             | SK Viktoria Pilsen               |
| 1945                    | Slavia Praag        | 1-1, 5-2             | SK Rakovník                      |
| 1946                    | Sparta Praag        | 6-0, 3-0             | SK Slezská Ostrava               |
| 1947-1969 niet gespeeld |                     |                      |                                  |
| 1970                    | TJ Gottwaldov       | 2-2, 4-0             | LIAZ Jablonec                    |
| 1971                    | TJ Škoda Pilsen     | 1-1, 3-3 ns (2-2) nl | Sparta Praag-B                   |
| 1972                    | Sparta Praag        | 2-1, 2-1             | AS Dukla Praag                   |
| 1973                    | Baník Ostrava       | 2-1 , 0-1 ns (5-3)   | AS Dukla Praag                   |
| 1974                    | Slavia Praag        | 1-1, 3-1             | Sparta Praag                     |
| 1975                    | Sparta Praag        | 1-0, 2-1             | Baník Ostrava                    |
| 1976                    | Sparta Praag        | 4-1, 1-0             | SONP Kladno                      |
| 1977                    | Sklo Union Teplice  | 1-0, 2-1             | Sparta Praag                     |
| 1978                    | Baník Ostrava       | 0-1, 2-0             | AŠ Mladá Boleslav                |
| 1979                    | Baník Ostrava       | 2-0, 1-0             | Škoda Pilsen                     |
| 1980                    | Sparta Praag        | 1-1, 4-2 nv          | Bohemians CKD Praag              |
| 1981                    | ASVS Dukla Praag    | 3-1, 2-3             | Bohemians CKD Praag              |
| 1982                    | Bohemians CKD Praag | 4-0                  | ASVS Dukla Praag                 |
| 1983                    | ASVS Dukla Praag    | 2-1, 1-1             | Bohemians ČKD Praag              |
| 1984                    | Sparta Praag        | 3-0, 3-0             | ASVS Dukla Praag                 |
| 1985                    | ASVS Dukla Praag    | 3-1                  | Dynamo České Budějovice          |
| 1986                    | Sparta Praag        | 4-2                  | ASVS Dukla Praag                 |
| 1987                    | Sparta Praag        | 1-1 ns (3-2)         | Slavia Praag                     |
| 1988                    | Sparta Praag        | 3-0                  | TJ Vítkovice                     |
| 1989                    | Sparta Praag        | 1-0                  | Slavia Praag                     |
| 1990                    | ASVS Dukla Praag    | 5-3                  | Slovácko Slavia Uherské Hradiště |
| 1991                    | Baník Ostrava       | 4-2                  | Dynamo České Budějovice          |
| 1992                    | Sparta Praag        | 2-1                  | Baník Ostrava                    |
| 1993                    | Sparta Praag        | 2-0                  | FC Boby Brno                     |

### Pohár ČMFS/FAČR
1994-2011 Pohár ČMFS
vanaf 2012 Pohár FAČR
| Jaar | Winnaar            | Uitslag      | Finalist               |
| ---- | ------------------ | ------------ | ---------------------- |
| 1994 | Viktoria Žižkov    | 2-2 ns (6-5) | Sparta Praag           |
| 1995 | SK Hradec Králové  | 0-0 ns (3-1) | Viktoria Žižkov        |
| 1996 | Sparta Praag       | 4-0          | FC Petra Drnovice      |
| 1997 | Slavia Praag       | 1-0          | FC Dukla               |
| 1998 | FK Jablonec 97     | 2-1          | FC Petra Drnovice      |
| 1999 | Slavia Praag       | 1-0          | FC Slovan Liberec      |
| 2000 | FC Slovan Liberec  | 2-1          | FK Baník Ratíškovice   |
| 2001 | Viktoria Žižkov    | 1-1 ns (2-1) | Sparta Praag           |
| 2002 | SK Slavia Praag    | 2-1          | AC Sparta Praag        |
| 2003 | FK Teplice         | 1-0          | FK Jablonec 97         |
| 2004 | AC Sparta Praag    | 2-1          | FC Baník Ostrava Ispat |
| 2005 | FC Baník Ostrava   | 2-1          | 1. FC Slovácko         |
| 2006 | AC Sparta Praag    | 0-0 ns (4-2) | FC Baník Ostrava       |
| 2007 | AC Sparta Praag    | 2-1          | FK Jablonec 97         |
| 2008 | AC Sparta Praag    | 2-2 ns (4-3) | FC Slovan Liberec      |
| 2009 | FK Teplice         | 1-0          | 1. FC Slovácko         |
| 2010 | FC Viktoria Pilsen | 2-1          | FK Baumit Jablonec     |
| 2011 | FK Mladá Boleslav  | 1-1 ns (4-3) | SK Sigma Olomouc       |
| 2012 | SK Sigma Olomouc   | 1-0          | AC Sparta Praag        |
| 2013 | FK Baumit Jablonec | 2-2 ns (5-4) | FK Mladá Boleslav      |
| 2014 | AC Sparta Praag    | 1-1 ns (8-7) | FC Viktoria Pilsen     |
| 2015 | FC Slovan Liberec  | 1-1 ns (3-1) | FK Baumit Jablonec     |
| 2016 | FK Mladá Boleslav  | 2-0          | FK Baumit Jablonec     |
| 2017 | FC Fastav Zlín     | 1-0          | SFC Opava              |
| 2018 | SK Slavia Praag    | 3-1          | FK Jablonec            |
| 2019 | SK Slavia Praag    | 2-0          | FC Baník Ostrava       |
| 2020 | AC Sparta Praag    | 2-1          | FC Slovan Liberec      |
| 2021 | SK Slavia Praag    | 1-0          | FC Viktoria Pilsen     |
| 2022 | 1. FC Slovácko     | 3-1          | AC Sparta Praag        |
| 2023 | SK Slavia Praag    | 2-0          | AC Sparta Praag        |
| 2024 | AC Sparta Praag    | 2-1          | FC Viktoria Pilsen     |
| 2025 | SK Sigma Olomouc   | 3-1          | AC Sparta Praag        |

Bond: FAČR 
 Mannen: Chance liga · Fortuna národní liga · ČFL / MSFL · Lagere voetbaldivisies · MOL Cup · Superpohár FAČR · Česko-slovenský Superpohár · Nationaal voetbalelftal 
 Vrouwen: I. liga žen · Nationaal vrouwenelftal